# Porto Moniz
Porto Moniz és un municipi de l'arxipèlag de Madeira. Se sotsdivideix en quatre parròquies:
- Achadas da Cruz
- Porto Moniz
- Ribeira da Janela
- Seixal